# ماريون ميلر
ماريون ميلر هي متزحلقة كندية، (ولدت في تشستر في كندا 1912 – 2005 م).

## وصلات خارجية
- ماريون ميلر على موقع أوليمبيديا (الإنجليزية)